# Австралийско късоопашато пастирско куче
Австралийското късоопашато пастирско куче (на английски: Australian Stumpy Tail Cattle Dog) е порода кучета с произход Австралия

## Описание
Австралийското късоопашато пастирско куче е независима, но предана и послушна порода кучета. Предназначено е за пасене на едър рогат добитък. Общата дължина на тялото е 44 – 51 см. Окраската варира от рижаво до тъмносиво.